# Ladislavella catascopium
Ladislavella catascopium is een slakkensoort uit de familie van de Lymnaeidae. De wetenschappelijke naam van de soort is voor het eerst geldig gepubliceerd in 1817 door Say.